# Tajvanska vaterpolska reprezentacija
Tajvanska vaterpolska reprezentacija predstavlja Tajvan u međunarodnom športu muškom vaterpolu. Prvo međunarodno natjecanje na kojem je nastupala je Univerzijada u Taipeiju 2017. godine, na kojem je zauzela 16. mjesto. Na Razvojnom trofeju FINA-e 2019. u Singapuru zauzela je posljednje, deseto mjesto.

## Univerzijada 2017.
- 18. kolovoza 2017.:  Tajvan -  Južna Koreja 4:17
- 20. kolovoza 2017.:  Tajvan -  Francuska 0:27
- 21. kolovoza 2017.:  Tajvan -  Velika Britanija 2:18

- 23. kolovoza 2017.:  Tajvan -  Srbija 1:32

- 25. kolovoza 2017.:  Južna Koreja -  Tajvan 15:4
- 27. kolovoza 2017.:  JAR -  Tajvan 21:3
- 29. kolovoza 2017.:  Tajvan -  Argentina 2:11